# Alang Kepayang
Alang Kepayang is een bestuurslaag in het regentschap Indragiri Hulu van de provincie Riau, Indonesië. Alang Kepayang telt 694 inwoners (volkstelling 2010).